# 브뤼셀 수도권 교통

로고

브뤼셀 수도권 교통(프랑스어: Société des Transports Intercommunaux de Bruxelles, STIB, 네덜란드어: Maatschappij voor het Intercommunaal Vervoer te Brussel, MIVB)은 벨기에의 수도 브뤼셀 중심에 노면 전차 · 지하철 및 버스를 운행하는 사업자이다.